# (9331) Fannyhensel
(9331) Fannyhensel (1990 QM9) – planetoida z pasa głównego asteroid okrążająca Słońce w ciągu 4,55 lat w średniej odległości 2,75 j.a. Odkryta 16 sierpnia 1990 roku.